# Andrea Mura
Andrea Mura (Cagliari, 13 settembre 1964) è un velista ed ex politico italiano, skipper dell'imbarcazione Vento di Sardegna.
Eletto deputato della XVIII legislatura, ad agosto 2018 ha annunciato le sue dimissioni dall'incarico, che sono state accettate il 27 settembre dello stesso anno dalla Camera dei Deputati con 295 voti favorevoli e 181 contrari.

## Biografia

### Carriera sportiva
Inizia la sua carriera da velista in giovane età andando in Flying Dutchman con il padre Sergio, socio fondatore dello Yacht club Cagliari. Dopo il primo corso di vela gareggia nelle prime competizioni per la categoria 420. Già a 14 anni è tra i primi tre in Italia. Poi l'anno dopo, a 15 anni, si piazza secondo agli Europei che vincerà poi due volte, a 16 e 17 anni.
Nel 1982, all’età di 18 anni gli viene assegnata la Medaglia d'argento al valore atletico, consegnata dal Ministro Giovanni Spadolini. Successivamente conquista un Campionato italiano di 470 nel 1985, un secondo posto al Mondiale juniores della stessa classe, un Campionato italiano della classe Hobie Cat 16 e un secondo posto al Campionato Italiano di J24 (un piccolo cabinato di 7.5 metri), sempre nel 1985.
Nel 1989 viene convocato da Tommaso Chieffi per entrare a fare parte del team di Coppa America de "Il Moro di Venezia", voluto da Raoul Gardini, vincendo due campionati del mondo, uno in Coppa, uno nella classe 50 piedi e una Louis Vuitton Cup. Naviga al fianco di Paul Cayard in giro per il mondo come randista e aiuto tattico. L’esperienza come randista e aiuto tattico si replica a livello internazionale nel 2000 e nel 2002, a bordo di "Bribòn" dell'equipaggio del Re Juan Carlos di Spagna e del My Song di Pierluigi Loro Piana.
Le affermazioni più importanti arrivano però negli Stati Uniti d'America: la prima con Abracadabra, imbarcazione di 15 metri con la quale vince il Campionato Mondiale 50′ Class del 1991 svoltosi in Giappone, la seconda, ben più importante, con Il Moro di Venezia col ruolo di randista, vincendo la Louis Vuitton Cup e partecipando, pertanto, alla finale della America's Cup nel 1992; la terza al Mondiale dei Maxi yacht partecipando con la barca di Raul Gardini Passage To Venice.
Vanta otto anni di militanza nella Nazionale Italiana di Vela nelle categorie 420 e 470, e tre campagne di qualificazione ai Giochi olimpici, nelle edizioni di Los Angeles, Seul e Atene.
Dal 2007, acquistando da Pasquale De Gregorio l'Open 50 "Wind Express", è a capo del progetto Vento di Sardegna, team partecipante alla categoria Open 50 e battente bandiera sarda, oltre a portare nella livrea stessa la Bandiera dei quattro mori. Con questa imbarcazione vince nel 2008 la Middle Sea Race e per tre anni di fila la Roma x 2 dal 2008 al 2010.
Nel 2010 vince in solitaria nella propria categoria (classe RHUM, 32º nella classifica generale) la prestigiosa Route du Rhum nel 2010, primo italiano nella storia a compiere questa impresa.
Successivamente nel 2012 ha vinto la Two Handed Transatlantic Race (o Twostar, regata da Plymouth a Newport) sia in reale che in compensato IRC insieme a Riccardo Apolloni, stabilendo un nuovo record assoluto di traversata dell'Oceano Atlantico da Est verso Ovest in 13 giorni 12 ore e 47 minuti (il precedente record risale al 2000 stabilito da Ellen MacArthur in 14 giorni e 19 ore).
Ad un mese di distanza organizza e vince la Transat Québec Saint-Malo arrivando primo assoluto tra i monoscafi, stabilendo un nuovo record di traversata in 11 giorni 15 ore e 59 minuti, abbassando il precedente record di circa 25 ore stabilito nel 2004 da Giovanni Soldini.
Nel 2013, vince per la prima volta la OSTAR in 17 giorni 11 ore e 12 minuti.
Sempre nel 2013, partecipa in coppia con Gilles Lamiré alla Transat Jacques Vabre a bordo di un trimarano "Multi50" e si arriva 9º nella classifica generale e 3º nella propria categoria.
Nel 2014 è nuovamente a bordo di Vento di Sardegna per difendere il titolo nella Route du Rhum. Si piazza al secondo posto nella propria categoria (classe RHUM, 40º nella classifica generale) dopo 20 giorni, 2 ore, 19 minuti e 36 secondi di navigazione in solitaria, alle spalle della francese Anne Caseneuve arrivata 2 giorni, 19 ore, 13 minuti e 33 secondi prima dello skipper cagliaritano, la quale però era a bordo di un trimarano, pertanto pur non vincendo il titolo è considerabile il primo dei monoscafi nella categoria Rhum.
Nel 2015 gli viene offerta l'opportunità di acquisto del progetto IMOCA 60 di Banque Populaire e parte la costruzione presso i cantieri Persico Marine di Bergamo di un nuovo scafo per partecipare al Vendèe Globe dell'anno successivo. La barca viene costruita con innovative soluzioni tecnologiche, tra cui le vele a livello prototipo in membrana di Dynema SK 99 Low Crimp, materiale non ancora disponibile sul mercato, viene varata a Lorient in Bretagna, ma appena dopo il varo e al termine dei collaudi la barca viene venduta per mancanza di risorse all'olandese Pieter Heerema che la ribattezza No Way Back e si classifica 17º al Vendée Globe 2016-2017.
Nel 2016 vince per la quinta volta la Roma x 2. Mentre il 28 ottobre 2017 al Royal Western Yacht Club di Plymouth vince per la seconda volta la OSTAR in 17 giorni e 4 ore, con un vantaggio di 4 giorni dal secondo.
Il 20 luglio 2018 gli viene conferita dal CONI la Medaglia d'oro al Valore Atletico.
Il 4 novembre dello stesso anno prende il via con Vento di Sardegna alla nuova edizione della Route du Rhum, ma si ritira 3 giorni dopo, rientrando al porto di Lorient a causa di un'avaria alla parabola con il satellitare in seguito ai danni riportati durante una tempesta nel golfo di Biscaglia.

### Attività politica
Alle elezioni politiche del 4 marzo 2018 è stato eletto come deputato del M5S battendo nel collegio uninominale di Cagliari, tra i vari candidati, il forzista Ugo Cappellacci e il capolista del centrosinistra Luciano Uras. Il 21 giugno dello stesso anno entra a far parte della IX Commissione (Trasporti, poste e telecomunicazioni).
Il 24 luglio 2018, dopo essere stato accusato da Ugo Cappellacci di avere un tasso di assenze del 96%, Mura rilascia un’intervista a La Nuova Sardegna, nella quale afferma di aver già precisato in campagna elettorale che il suo ruolo, più che quello di deputato sarebbe stato di testimonial per la difesa degli oceani.
Nella stessa intervista il deputato sostiene inoltre che l'attività politica si possa svolgere non solo in parlamento ma anche su una barca, affermando anche di recarsi a Montecitorio una volta alla settimana per partecipare ai lavori della commissione Trasporti. Tali affermazioni suscitano rilievi critici da parte dei vertici del movimento politico di cui fa parte. Mura ha successivamente smentito di avere una percentuale di assenze del 96%, dichiarando di essere stato presente fino al 19 luglio al 59% delle sedute.
Due giorni dopo viene annunciata l'espulsione di Andrea Mura dal gruppo parlamentare del M5S. Dal 26 luglio 2018 viene quindi iscritto al Gruppo misto.
Il 4 agosto dello stesso anno viene resa nota una sua lettera inviata al presidente della Camera nella quale, oltre a smentire l'elevato numero di assenze attribuitogli (dichiara infatti di essere stato assente soltanto a sette sedute della Camera per motivi di salute o impegni sul territorio), annuncia di voler avviare azioni legali a tutela della sua reputazione e di volersi dimettere da deputato per ritornare alla sua vita da sportivo e da cittadino.
Il 27 settembre 2018 la Camera dei Deputati accetta le dimissioni con 295 voti favorevoli e 181 contrari. Il seggio rimasto vacante è stato assegnato in occasione delle elezioni suppletive del 20 gennaio 2019, che hanno visto la vittoria di Andrea Frailis del Partito Democratico.

## Palmarès
- 1 Louis Vuitton Cup
  - (1992)
- 1 Transat Québec Saint-Malo
  - (2012)
- 1 TwoSTAR
  - (2012)
- 2 OSTAR
  - (2013, 2017)
- 1 Route du Rhum
  - (2010) RHUM
- 2 Campionati europei di vela (specialità 420)
- 10 Campionati italiani di vela